# Reichspost

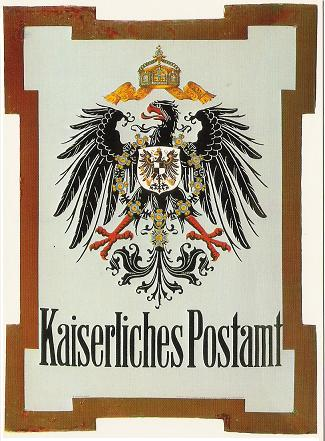
Posthausschild der Reichspost, um 1900

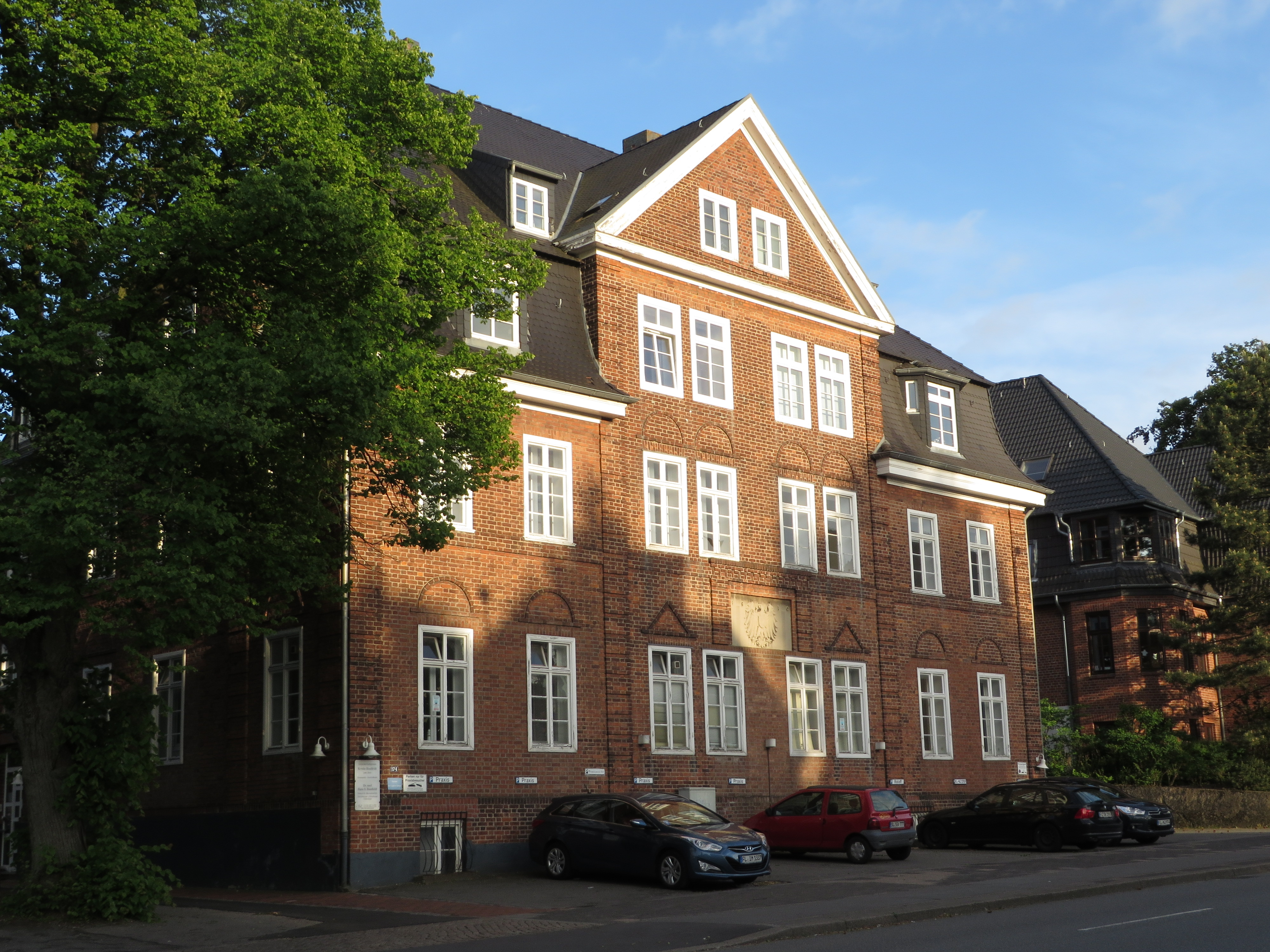
Kaiserliche Post (Flensburg-Mürwik)

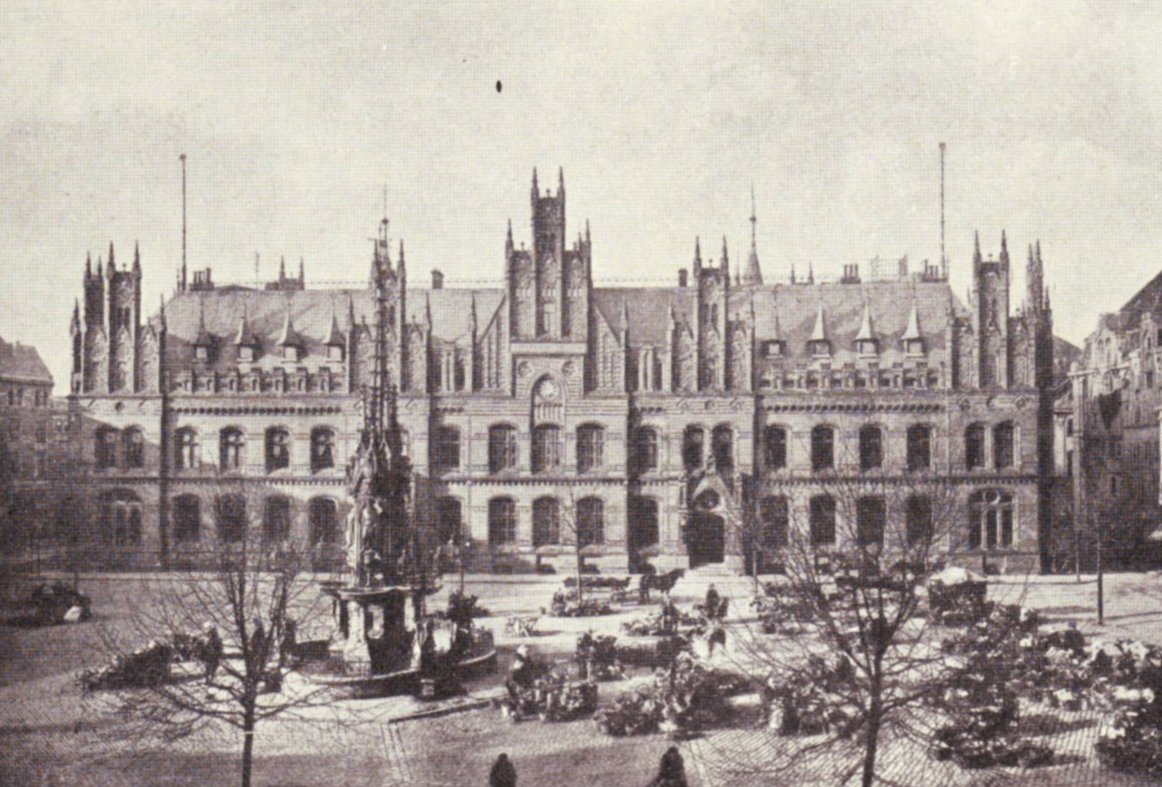
Kaiserliche Post am Lübeck in Lübeck

Dieser Artikel über die Deutsche Reichspost deckt die Zeit des Deutschen Kaiserreichs von der Reichsgründung bis zum Jahre 1919 ab. Wegen des umfangreichen Themas werden die Zeit der Weimarer Republik (1919–1933) und des NS-Staats (1933–1945) in einem gesonderten Artikel Deutsche Postgeschichte 1919–1945 behandelt.
Die Reichspost ging durch Umbenennung am 12. Mai 1871 aus der Norddeutschen Post hervor. Ihr Zuständigkeitsbereich entsprach zunächst dem des früheren Norddeutschen Postbezirks, erweitert um das Reichsland Elsass-Lothringen. Einen Sonderstatus hatten zunächst noch das Großherzogtum Baden, das Königreich Bayern und das Königreich Württemberg, die eigene Verwaltungen besaßen und die Tarife für Ortssendungen in ihren Bereichen selbständig regelten. Ab 1. Januar 1872 verzichtete Baden zugunsten der Reichspost auf eine eigene Postverwaltung. Zum selben Datum erschienen auch die ersten Briefmarken mit der Aufschrift „Deutsche Reichspost“. Zum 1. April 1902 übernahm das Königreich Württemberg unter Wahrung seines Postregals und Beibehaltung der eigenen Postverwaltung für den allgemeinen Postverkehr die Postwertzeichen der Reichspost, die nunmehr die Inschrift Deutsches Reich erhielten, während für den Verkehr der Staats- und Kommunalbehörden jeweils eigene Wertzeichen weiterhin ausgegeben und benutzt wurden. Ebenso behielt es für den innerwürttembergischen Verkehr seine eigene Tarifgestaltung bei, was vom 1. Juli 1906 bis 30. September 1918 zur Ausgabe von Wertzeichen führte, die zwar im ganzen Reich gültig waren, aber nur württembergischen Tarifen entsprachen (Marken zu 2 Pf. und Postkarten zu 2 Pf. und 5½ Pf.).

## Staatssekretäre des Reichspostamts

Reichspostamtsflagge (1892–1918)

- 1870–1897: Heinrich von Stephan
- 1897–1901: Victor von Podbielski
- 1901–1917: Reinhold Kraetke
- 1917–1919: Otto Rüdlin

## Geschichte der Reichspost

### 1871–1875
Der Norddeutsche Postbezirk war mit dem Gesetz betreffend die Verfassung des Deutschen Reiches vom 16. April 1871 seit dem 4. Mai 1871 in der Reichspost aufgegangen. Die Postwertzeichen des Norddeutschen Bundes waren bis zur Herausgabe von Freimarken der Reichspost am 1. Januar 1872 weiterhin gültig. Im Norden und in Elsass-Lothringen war der Taler zu 30 Groschen und im Süden der Gulden mit 60 Kreuzern gültige Währung. Seit dem 1. Januar 1875 gab es im Gebiet der Reichspost die Mark zu 100 Pfennig als einheitliche Währung.
Die Reichsverfassung des am 1. Januar 1871 gegründeten Deutschen Reichs erklärte die Post zu einer einheitlichen Staats-Verkehrsanstalt. Elsass-Lothringen war schon am 12. September 1870 unter deutsche Verwaltung gekommen und sein Postwesen ab Oktober 1870 von der Postverwaltung des Norddeutschen Bundes übernommen worden. Das Postwesen im Großherzogtum Baden ging am 31. Dezember 1871 auf das Reich über. Den Königreichen Bayern und Württemberg blieb die selbständige Ausübung des Post- und Telegrafenwesens in ihrem Gebiet gewahrt.
- Schon kurz nach der Einrichtung der Deutschen Reichspost wurde durch das Amtsblatt 3 vom 23. Mai 1871 die Klasseneinteilung geändert. Eine Unterteilung in Postämter I. und II. Klasse wurde aufgehoben. Aus den Postexpeditionen I. Klasse wurden Postverwaltungen. Die Postexpeditionen II. Klasse wurden entweder in Postexpeditionen oder in die neue Form der Postagentur umgewandelt. Postagenturen hatten zwar den Postbenutzern gegenüber die gleichen Aufgaben und Befugnisse wie andere Postanstalten, waren aber in der Betriebs- und Kassenführung wesentlich einfacher gestaltet. Für den Betriebsverband und die Rechnungslegung sowie in Personalangelegenheiten waren die Postagenturen einem benachbarten Abrechnungs-Postamt zugewiesen. Seit dem 20. August 1871 sind sämtliche Postanstalten „Kaiserlich“.

Auf Grund des § 50 des Gesetzes über das Postwesen des Deutschen Reiches vom 28. Oktober 1871 wurde ein neues Reglement erlassen. Es löste das Postreglement der Norddeutschen Bundespost ab, behielt aber viele Bestimmungen bei.

#### Beschäftigte
Frauen wurden bei der Reichspost – von wenigen Ausnahmen (Witwen oder Angehörige männlicher Postangestellter) abgesehen – zunächst nicht angestellt. Sie seien, so lauteten die Vorbehalte gegen die Beschäftigung von Frauen, nicht imstande, die nötige Amtsautorität auszuüben, und täten sich schwerer, das Briefgeheimnis zu hüten.

#### Tarifwesen

Flagge der Postschiffe (1871–1892)

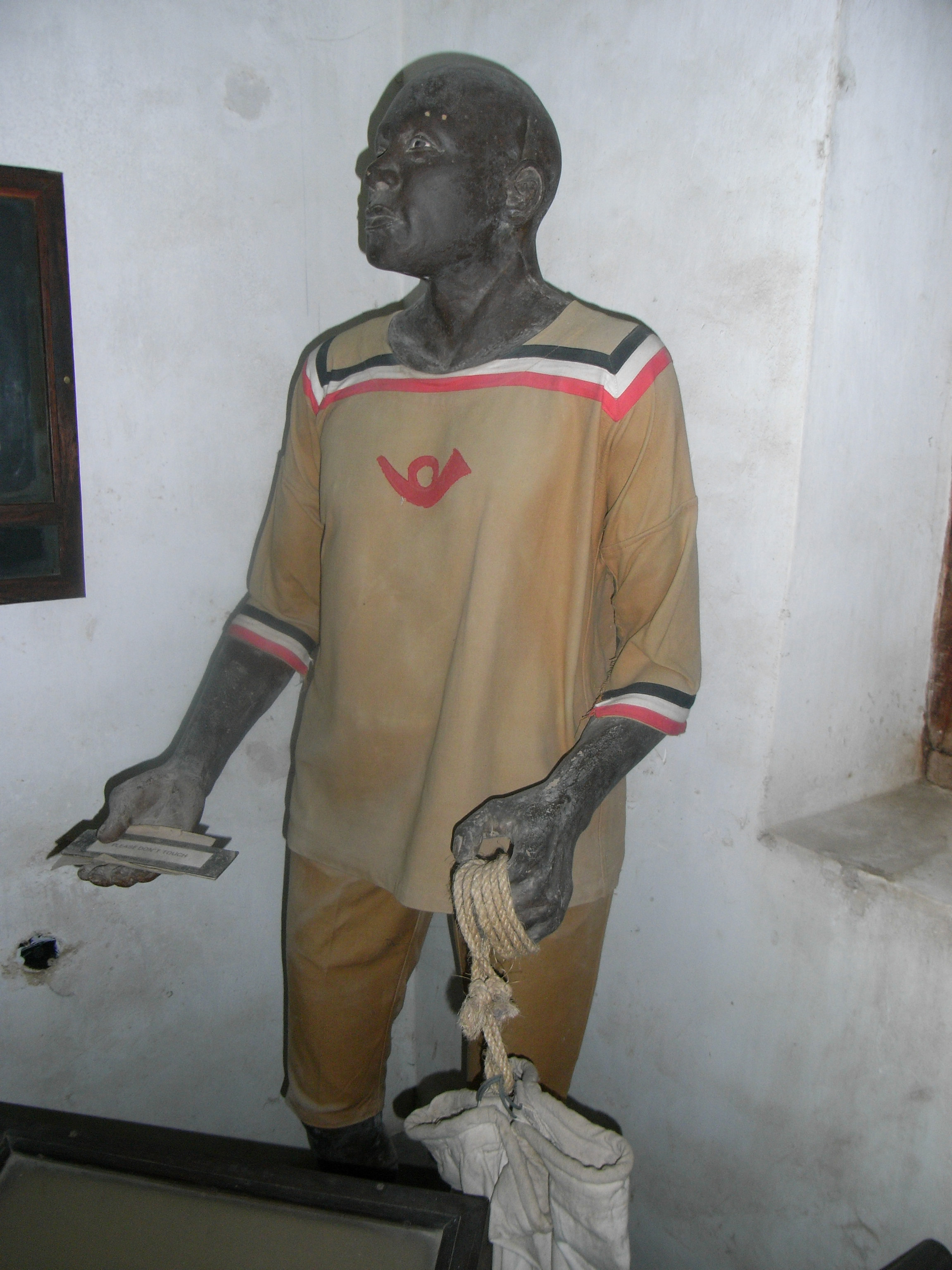
Bekleidung eines Reichspostbediensteten der deutschen Postagentur in Lamu (Kenia) um 1890

Im „Gesetz über das Posttaxwesen im Gebiet des Deutschen Reiches“ waren u. a. das Porto für Briefe, das Paketporto, das Porto für Wertsendungen und die Provision für Zeitungen ab dem 1. Januar 1872 enthalten.
Die Reform der Maße und Gewichte erforderte eine neue Postordnung, die am 8. Dezember 1871 erschien. In ihr waren folgende neue Bestimmungen getroffen worden:
- Das Maximalgewicht eines Briefes war auf 15 g, einer Drucksache auf 500 g und einer Warenprobe auf 250 g festgesetzt. Das Höchstgewicht eines Paketes betrug 100 Pfund.
- Bei Büchersendungen konnte eine Widmung handschriftlich eingetragen werden.
- Pakete ohne Wertangabe konnten unter Einschreiben abgesandt werden.

Zu einer weiteren Portoermäßigung kam es am 1. Juli 1872 durch die Erhöhung der Gewichtsstufen bei Drucksachen und Warenproben von 40 g auf 50 g sowie der Halbierung des Portos der Correspondenzkarten von 1 Silbergroschen (Sgr.) auf ½ Sgr. (1 Kreuzer (Kr.)). Die Formulare zu Postkarten wurden von der Post zu ¼ Sgr. (1 Kr.) abgegeben. Die Postkarte mit Rückantwort kostet naturgemäß die doppelte Gebühr, also 1 Sgr. (4 Kr.), die Formulare 1 Sgr. (2 Kr.)
Die Einführung von Postkarten mit eingedrucktem Wertzeichen erfolgte am 1. Januar 1873. Diese Ganzsachen wurden ohne Aufschlag zum Nennwert verkauft. Für Postkarten mit bezahlter Antwort galten die alten Bedingungen weiter, diese Formulare wurden weiterhin mit einer Briefmarke beklebt. Ein Eindruck von Wertmarken auf privaten Briefcouverts, Streifbändern und Postkarten durch die Staatsdruckerei Berlin wurde gestattet. Neben der postmäßigen Gebühr wurde jede durch den Stempel darzustellende Wertstufe mit je 17½ Sgr. für je 1000 Stück oder für jedes angefangene Tausend berechnet. Der Kunde musste nicht lange warten, bis am 1. Oktober 1873 Postkarten mit bezahlter Rückantwort eingeführt wurden. Gleichzeitig kamen „Post-Paketadressen“ (Paketkarten) zum Preise von 3 Pfennig (Pfg.) für 5 Stück an den Schalter. Die Verwendung wurde vorerst noch dringend empfohlen.
Für den am 15. Oktober 1871 eingeführten Postmandatsdienst (später Postauftrag zur Geldeinziehung) änderte sich am 1. Januar 1874 die Gebühr für die Einziehung von Geldern durch Postmandat von 5 Silbergroschen auf 3 Sgr. (11 Kr.). Hinzu kam, wie bisher, die Postanweisungsgebühr für die Rücksendung des Geldes. Bei Nichteinlösung war die Rücksendung des Briefes kostenfrei.
Noch immer war das Paketporto aus dem Jahre 1867 gültig. Man war bei der Gründung des Deutschen Reiches einfach nicht dazu gekommen, hier Änderungen vorzunehmen. Es kam zum 1. Januar 1874 der folgende Pakettarif zur Anwendung: Pakete bis 5 kg im Nahbereich (10 Meilen) 2½ Sgr, darüber hinaus 5 Sgr. Pakete über 5 kg, die ersten 5 kg wie oben, danach für jedes weitere kg bis 10 Meilen (I. Zone) ½ Sgr, bis 20 Meilen (II. Zone) 1 Sgr, bis 50 Meilen (III. Zone) 2 Sgr, bis 100 Meilen (IV. Zone) 3 Sgr, bis 150 Meilen (V. Zone) 4 Sgr, über 150 Meilen (VI. Zone) 5 Sgr. Sperrige Güter kosteten höchstens 50 Prozent mehr. Für unfrankierte Pakete bis 5 kg und unfrankierte Wertbriefe wurde ein Zuschlag von 1 Sgr. gefordert, ein Verfahren, wie es bei Briefen und Karten schon üblich war. Kein Zuschlag wurde bei Dienstbriefen erhoben.
Gleichzeitig, zum 1. Januar 1874, wurde dem Wertbriefporto zu Leibe gerückt. Bei weiten Strecken und bei größeren Summen kam ein recht hohes Porto und eine hohe Versicherungsgebühr zustande. Die größere Expansion der Firmen machte dies immer mehr fühlbar. Für Wertsendungen kamen folgende Tarife zur Anwendung:
- Porto für Briefe, ohne Unterschied des Gewichts, für Entfernungen bis 10 Meilen = 2 Sgr., darüber hinaus = 4 Sgr. Bei Paketen kam das übliche Paketporto zur Berechnung. Bei Nichtfrankierung kam der Zuschlag von 1 Sgr. hinzu.
- Versicherungsgebühr ohne Unterschied der Entfernung und zu jeder Höhe der Wertangabe ½ Sgr. für 100 Taler oder ein Teil davon, mindestens jedoch 1 Sgr.

Wie immer, wenn sich die Wertgebühr änderte, mussten die Porti für den Vorschussbrief auch neu geregelt werden. Durch Verfügung des General-Postamts vom 11. Dezember 1873 wurde das Porto dem der Wertbriefe gleichgestellt.
Erstmals wurde die Versandform des Bahnhofsbriefes durch Verfügung vom 27. Mai 1874 geschaffen. Bei dieser Versandform erhielt der Empfänger das Recht, seine Bahnhofsbriefe am Bahnhof unmittelbar nach Ankunft des Eisenbahnzuges in Empfang zu nehmen. Für diese Möglichkeit kam eine monatliche Gebühr von 4 Talern zur Berechnung. Das Porto für den gewöhnlichen Brief kam täglich hinzu.
Die nächste weitgreifende Änderung des Tarifwesens brachte die Einführung der Markwährung zum 1. Januar 1876.
Die neue Postordnung zeichnete sich dadurch aus, dass Fremdwörter wie „Recommandieren“ durch „Einschreiben“, „Expressboten“ durch „Eilbote“, „Postmandat“ in „Postauftrag“, „poste restante“ durch „postlagernd“ usw. ersetzt wurden.

### 1876–1879

#### Grundlagen
Am 1. Januar 1875 wird bei der Reichs-Postverwaltung die Markrechnung eingeführt: An diesem Tage werden daher, an Stelle der bisherigen, im Allgemeinen neue, in der Reichsmarkwährung lautende Postwertzeichen (Freimarken, Franko-Kuverts, Postkarten, gestempelte Streifbänder) und Formulare zu Postanweisungen treten. Die Bestimmungen über die Einzelheiten bleibt vorbehalten. Um jedoch das Publikum in Stand zu setzen, bei Anschaffung von Vorräten auf die bevorstehende Änderung bei Zeiten Rücksicht zu nehmen, wird schon jetzt bekannt gegeben, daß sämtliche Postwertzeichen (Freimarken u.s.w.) in der Guldenwährung, ferner diejenigen zu ¼ und ⅓ Groschen der Talerwährung am 1. Januar 1875 ihre Gültigkeit zur Frankierung verlieren, und durch die neuen ersetzt werden, dass dagegen die Vorräte an Postwertzeichen zu ½, 1, 2, 2½ und 5 Silbergroschen auch nach dem 1. Januar 1875 noch verwendet werden dürfen, bis der vorhandenen Vorrat der Postanstalten aufgebraucht sein wird, worüber seiner Zeit weitere Benachrichtigung ergehen wird.
Berlin W., den 19. August 1874 Kaiserliches General-Postamt
Bei Berechnung des Paketportotarif für Sendungen nach und aus Österreich-Ungarn und an Porto bzw. an Versicherungsgebühr für Briefe mit Wertangabe und für Pakete nach und aus Österreich sind vom 1. Januar 1875 ab seitens derjenigen Postanstalt, bei welchen die Talerwährung besteht, die Beträge in die Reichsmarkwährung umzuwandeln mit der Maßgabe, daß die auf ¼ und ¾ Sgr auslaufenden Beträge auf eine durch 5 teilbare Pfennigsumme nach oben abzurunden sind. Mit dem 1. Juli 1875 wird in Württemberg die Reichsmarkwährung eingeführt. Die Freimarken und die gestempelten Postanweisungskarten zu 7 bzw. 14 Kreuzer (gleich 20 bzw. 40 Pf) werden aufgebraucht. Die anderen Postwertzeichen der Süddeutschen Währung, deren Wertbetrag sich ohne Bruchpfennige in die Markwährung nicht übertragen lässt, werden außer Kurs gesetzt und an deren Stelle Wertzeichen der Markwährung eingeführt, welche den diesseitigen entsprechen.
- „Die Reichswährung tritt im gesamten Reichsgebiet am 1. Januar 1876 in Kraft“, dies verkündet der Deutsche Kaiser, Wilhelm, König von Preußen im Namen des Deutschen Reiches am 22. September 1875.
  - Ein Taler oder 1¾ Gulden gleich 3 Mark gleich 300 Pfennigen, mithin 10 Groschen oder 35 Kreuzer gleich 1 Mark gleich 100 Pfennigen, mithin 1 Groschen oder 3½ Kreuzer gleich 10 Pfennigen.

#### Organisation
- Zum 1. Januar 1875 wurde im General-Postamt eine selbständige Postbauverwaltung, das „Technische Bau-Büreau“ der Reichspost[2], geschaffen worden.
- Aus „Eisenbahnpostämter“ wurden am 5. Januar 1875 „Bahnpostämter“, aus „Eisenbahn-Postbüros“ – „Bahnposten“.
- Mit dem 1. Januar 1876 kam die Verwaltung des Post- und Telegraphenwesens, vom Ressort des Reichskanzlers unter Leitung des General-Postmeisters. Er war damit Chef einer obersten Reichsbehörde. Aus den „Post- und Telegraphen-Direktionen“ wurden „Ober-Postdirektionen“. Ihnen unterstellt waren die Postämter, Telegraphenämter und Postagenturen.
- Die Postämter wurden am 8. Januar 1876 wieder in drei Klassen eingeteilt. Dem Postamt I. Klasse stand der Postdirektor vor, der ehemaligen Postverwaltung, jetzt Postamt II. Klasse, ihr stand der Postmeister vor. Die Postämter III. Klasse, geleitet von einem Postverwalter, waren vorher Postexpeditionen. Bei den Postagenturen gab es keine Veränderung. In gleicher Form wurden die Telegraphenämter eingeteilt, soweit sie in größeren Orten bestehen blieben. Sind mehrere Postämter an einem Ort, erfolgt eine Unterscheidung durch arabische Ziffern.

#### Tarifwesen

Briefgebühren 1875

Die Währungsänderungen hatte auf das Tarifwesen natürlich großen Einfluss, alle Tarife waren in die Reichsmarkwährung umzustellen. Die neue Postordnung vom 18. Dezember 1874 trug dieser Umstellung Rechnung. In ihr wurde aber nicht nur die Einführung der Reichsmarkwährung vollzogen.
Die neue Postordnung trat am 1. Januar 1875 in Kraft. Die bisherigen Bestimmungen enthalten im Wesentlichen folgende Änderungen: (nur die wichtigsten)
- Das Meistgewicht einer Drucksache ist auf 1 kg ausgedehnt,
- Drucksachen dürfen auch in offene Briefumschläge gelegt, zur Beförderung gegen die ermäßigte Taxe eingeliefert werden,
- die Versendung offener Karten als Drucksachen gegen die ermäßigte Taxe war nur in der Form von Postkarten und Bücherzetteln zulässig,
- zu einer Paketbegleitadresse dürfen nicht mehr als fünf Pakete gehören (bis 1876),
- für Postanweisungen ist der Meistbetrag auf 300 Mark erhöht worden,
- Postvorschüsse dürfen auf Einschreibsendungen jeder Art entnommen werden;
- der für die Einziehung von Geldern durch Postauftrag (Postmandat) zulässige Meistbetrag ist auf 600 Mark festgesetzt. Aufträge über höhere Beträge werden als unbestellbar behandelt;
- die Bezeichnung: „poste restante“ lautete künftig „postlagernd“; „rekommandiert“: „einschreiben!“; „per express“: „durch Eilboten!“; „Postmandat“: „Postauftrag“.

Die Tarifänderungen sind in den nebenstehenden Tabellen aufgeführt.
Vom 1. Januar 1876 an durften nur noch drei Pakete zu einer Begleitadresse gehören.
Weitere, umfangreiche Änderungen, im Wesentlichen redaktioneller Art, wurden am 13. April 1877 verordnet:
- bei Postvorschußbriefen, ist eine Gewichtsbeschränkung auf 250 g neu eingeführt worden.
- neu eingeführt wurden „Postaufträge zur Einholung von Wechselaccepten“. Neben der Gebühr für den Postauftrag (30 Pf.) wird eine Vorzeigegebühr von 10 Pf. und das Porto für den Einschreibbrief mit dem zurückgehenden Wechsel von 30 Pf., zusammen also 70 Pf. in voraus erhoben.
- Die Staatsdruckerei übernimmt es Briefbogen, Streifbänder, Briefumschläge und Postkarten mit den entsprechenden Postwertzeichen zu bedrucken. Privatganzsachen.

Vom 1. Oktober 1878 an wird statt „Postvorschuss“ die Bezeichnung „Nachnahme“ eingeführt. Zur gleichen Zeit werden für den Verkehr mit dem Weltpostverein Postkarten mit Frankostempel (10 Pf.) eingeführt. Andere als die von der Reichs-Postverwaltung ausgegebenen und unmittelbar mit dem Frankostempel versehene Postkarten waren im internationalen Verkehr zur Postbeförderung nicht zugelassen. In nicht Postvereinsländer mussten 10 Pfennig zugeklebt werden.
Am 1. Dezember 1876 wurde in Berlin das Rohrpostnetz für den öffentlichen Verkehr freigegeben. Die Telegramme, Briefe und Postkarten mussten in die zylindrischen Behälter eingelegt werden können. Daher durften sie eine Länge von 12½, eine Breite von 8 cm und ein Gewicht von 10 g nicht überschreiten. Entsprechende gestempelte Briefumschläge und Postkarten auf hellrotem Papier wurden bereitgehalten, eine Verpflichtung zur Verwendung dieser Ganzsachen bestand nicht.
Anfangs war der Verkehr nur innerhalb des Berliner Rohrpostnetzes vorgesehen. Das Porto betrug, incl. der Eilbestellung für Briefe – 30 Pf. und für Postkarten – 25 Pf. – Mit dem 1. Januar 1877 wurden die Sendungen auch über das Rohrpostnetz hinaus nach außerhalb Berlins weiterbefördert. Neben der Rohrpostgebühr war das übliche Porto zu zahlen: für Briefe (bis 10 g) 30 + 10 = 40 Pf., für Postkarten 25 + 5 = 30 Pf. Nach Verlassen des Netzes waren die Sendungen wie gewöhnliche zu behandeln. Eilbriefe waren am Bestimmungsort durch Eilboten zu bestellen. Den Eilbriefzettel hatte nicht das Aufgabepostamt, sondern die Bahnpost beizufügen. Ab März 1877 konnten Sendungen von außerhalb Berlins zur Beförderung in das Rohrpostnetz aufgegeben werden, wenn sie den Bestimmungen für Rohrpostsendungen entsprachen. Sie waren mit dem Vermerk „Rohrpost“ zu versehen. Auch in diesen Fällen war neben der Rohrpostgebühr das übliche Porto zu zahlen. Es war damit auch möglich, Sendungen von außerhalb Berlins innerhalb des Berliner Rohrpostnetzes (z. B. von einem Bahnpostamt zum anderen) befördern zu lassen, um dann weiter über Berlin hinaus weitergeleitet zu werden. Versuchsweise wurden am 12. April 1877 Rohrpostkarten zu 50 Pf. eingeführt.

### 1879–1892

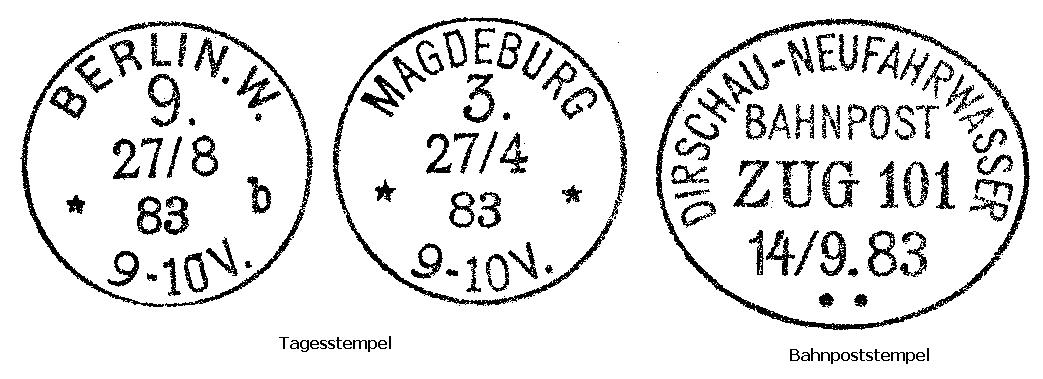
Die gebräuchlichsten Stempel aus der Zeit

#### Vorbemerkung
Diese neue Postordnung war notwendig geworden, um die für den inneren Deutschen Postverkehr bestehenden Vorschriften mit den bezüglichen Bestimmungen des am 1. April 1879 in Kraft tretenden Pariser Weltpostvertrages in Einklang zu bringen.

#### Organisation
Der General-Postmeister erhielt zum 23. Februar 1880 die Amtsbezeichnung Staatssekretär, sein General-Postamt die Bezeichnung Reichs-Postamt.
1881 kam es, bei der Umgestaltung des Landpostdienstes zur Einrichtung von Posthilfstellen. Die Posthilfstellen besorgten die Abgabe von Postwertzeichen und Formblättern sowie die Annahme von gewöhnlichen Briefen und Paketen. Bis 1888 wurden vom Posthalter keine Briefe zugestellt. Die Entgegennahme von Anweisungen, Einschreib- und Wertsendungen war Vertrauenssache des Absenders zum Inhaber der Posthilfstelle. Die Sendung wurde erst im Postamt zur Postsendung. Der Inhaber der Posthilfstelle besorgte seinen Dienst als unbesoldetes Ehrenamt, lediglich die Zustellgebühren blieben ihm. Zwischen 1881 und 1887 wurden insgesamt 7.560 Posthilfstellen auf dem „platten Lande“ eingerichtet, 1913 waren es schon 25.683.
Im Königreich Bayern wurden „Postablagen“ zum 1. November 1898 in Postagenturen oder in Posthilfstellen umgewandelt. Die Posthilfstellen erhielten einen amtlichen Gummistempel.

#### Tarifwesen
Folgende wesentliche Bestimmungen waren mit der neuen Postordnung eingeführt oder abgeändert worden:
- Für unzureichend frankierte Drucksachen oder Warenproben wurde dem Empfänger fortan nur der doppelte Betrag des fehlenden Portoanteils in Ansatz gebracht.
- Der Meistbetrag für die Übermittlung von Geldern durch Postanweisungen wurde auf 400 Mark erhöht.

Zur Ausführung der neuen Postordnung wurde folgendes bestimmt, dass:
- Die Verwendung der aus gestempelten Briefumschlägen, Postkarten und Streifbänder ausgeschnittenen Frankostempeln zur Frankierung von Postsendungen war nicht zulässig.

Zum 1. Oktober des gleichen Jahres (1879) wurden die „Briefe mit Behändigungsschein“ in „Briefe mit Zustellungsurkunde“ umbenannt und die Vorschriften dafür geändert. Es wurde nicht mehr zwischen staatlichen oder privaten Absendern unterschieden, Zustellgebühr 20 Pf.
- Für die Verzollung der Pakete vom Ausland wurde eine Gebühr von 20 Pf. erhoben. Bei Paketen ohne Wertangabe bis 3 kg war die Verzollungsgebühr im Bestellgeld enthalten. Durch Verfügung vom 5. Juni 1886 wurde, nach Maßgabe der Pariser Übereinkunft und des Lissaboner Zusatzabkommen, angeordnet, dass für alle durch die Post verzollten Pakete bis zum Gewicht von 5 kg neben der Verzollungsgebühr von 20 Pf. eine besondere Bestellgebühr nicht erhoben werden durfte.

Am 1. Januar 1882 wurden „Postaufträge zu Büchersendungen“ als neue Sendungsart zugelassen: Den Büchersendungen (Sendungen mit Büchern, Musikalien, Zeitschriften, Landkarten und Bildern), mit einem Gewicht von mehr als 250 g, durfte, gegen Zahlung einer Gebühr von 10 Pfennigen ein Postauftrag zur Einziehung der die Sendung betreffenden Rechnung beigefügt werden. Solche Sendungen durften eingeschrieben werden.
Zum 1. Januar 1883 wurde zur einheitlichen Bezeichnung der Einschreibsendungen im Weltpostverkehr in den Aufgabezetteln und in den besonderen Stempeln der Buchstaben „R“ in lateinischer Schrift verabredet.
Eine Verfügung vom 24. März 1883 befasste sich mit der Beförderung von Postkarten zwischen dem Reichs-Postgebiet, Bayern und Württemberg. Vom 1. April ab sollten Postkarten, welche mit Wertzeichen der Reichspostverwaltung, der Königlich Bayerischen oder der Königlich Württembergischen Postverwaltung versehen waren und im Bezirk einer anderen deutschen Postverwaltung als derjenigen, welcher das Wertzeichen angehört, aufgeliefert wurden, gegen Erhebung von 5 Pfennig Porto und 5 Pfennig Zuschlaggebühr – zusammen 10 Pfennig – befördert werden. Sind jedoch dergleichen Postkarten nach demjenigen Gebiet bestimmt, welchem das Wertzeichen angehört, so war am Bestimmungsort von dem Empfänger nur der nach Abzug des Wertes der Marke usw. verbleibende Betrag einzuziehen. Beispielsweise war eine in Berlin aufgelieferte, mit einem Württembergischen Postwertzeichen von 5 Pfennig versehene Postkarte, wenn sie nach Stuttgart gerichtet war, mit 5 Pfennig, wenn sie nach München oder Köln gerichtet war, mit 10 Pfennig Zuschlag zu belegen.
Am 12. März 1883 wurde eine umfangreiche Änderung der Postordnung verordnet. das wichtigste in Kürze:
- Post-Paketadressen konnten zu schriftlichen Mitteilungen benutzt werden,
- Pakete mit dem Vermerk „dringend“ waren möglich, Gebühr 1 RM,
- handschriftliche Widmungen waren bei Drucksachen zugelassen,
- für telegraphische Postanweisung hatte der Absender die Postanweisungsgebühr und die Gebühr für das Telegramm zu zahlen. Außerdem a) 25 Pf. für die Besorgung des Telegramms, wenn sich die Telegrafenanstalt nicht im Postgebäude befindet (bis 1. April 1886), b) Porto und Einschreibgebühr, sofern am Aufgabeort eine dem öffentlichen Verkehr dienende Telegrafenanstalt nicht vorhanden ist, c) Porto und Einschreibgebühr, falls die telegraphische Postanweisung nach einem mit einer Telegraphenanstalt nicht versehenen Postort gerichtet ist, d) das Eilbestellgeld, falls die Sendung nicht mit dem Vermerk „postlagernd“ versehen ist. Die Gebühren zu a + b sind im Voraus zu entrichten.
- Postaufträge zu Bücherpostsendungen wurden in die Postordnung aufgenommen,
- die Vorschriften zur Eilbotenbestellung wurden in die Postordnung aufgenommen. Werden mehrere Briefsendungen etc. im Ort bestellt, so ist nur der Bestellgang mit 25 Pf., nicht jede Sendung zu zahlen.
- Für die von Landbriefträgern auf ihren Bestellfahrten eingesammelten portopflichtigen Einschreibsendungen, sowie für Pakete bis 2½ kg einschl., Postanweisungen und Wertbriefe zur Weitersendung an eine andere Postanstalt kam eine Nebengebühr von 5 Pf. zur Erhebung. Für schwerere Pakete wird die Landbestellgebühr gerechnet, sie ist im Voraus zu entrichten, [ab dem 1. August 1888 für schwerere Pakete – Gebühr 20 Pf]
- Für die von Paketbestellern auf ihren Bestellfahrten eingesammelten gewöhnlichen Pakete kommt eine Nebengebühr in Höhe des üblichen Bestellgeldes zur Erhebung, sie ist im Voraus zu entrichten, [1. Juni 1889 zu 10 Pf]
- die Einlieferung von Einschreibsendungen außerhalb der Dienststunden war bei einigen Postanstalten gegen eine Einlieferungsgebühr von 20 Pf. möglich. Die Gebühr war im Voraus zu entrichten,
- für eine Unbestellbarkeits-Meldung, wenn z. B. ein Paket nicht zugestellt werden konnte, und der zu erteilenden Antwort hatte der Absender die Portokosten mit 20 Pf. zu entrichten. Er konnte dann entscheiden was mit der Sendung zu geschehen hatte.

Die Postordnung wurde zum 1. April 1886 erneut geändert:
- bei „dringenden“ Paketen war eine Einschreibung oder eine Wertangabe nicht zulässig. Für sperrige und dringende Pakete war nur noch das Porto wie für dringende Pakete zu zahlen.
- die Bezeichnung „Postkarten“ durfte bei der Verwendung als Drucksachenkarte nicht verwendet werden, offene Karten waren weiterhin zugelassen.
- bei telegraphischen Postanweisungen wurde die Gebühr von 25 Pf. für die Beförderung von der Telegraphen- zur Postanstalt nicht mehr erhoben,
- Postnachnahmen sind bis 400 Mark zulässig, (vorher 150 Mark),
- bei Postaufträgen haftete die Post wie für einen eingeschriebenen Brief,
- Pakete die außerhalb der Schalterstunden angenommen werden mussten als dringend bezeichnet sein. Es kam also die Gebühr für dringende Pakete und die besondere Einlieferungsgebühr (20 Pf.) zu Anrechnung.
- für die Zurückziehung von Postsendungen und Abänderung von Aufschriften durch den Absender war zu zahlen: wenn die Übermittlung des Verlangens brieflich erfolgt, die Taxe für einen einfachen Einschreibbrief, für die Übermittlung auf telegraphischem Wege, die Taxe des Telegramms nach dem gewöhnlichen Tarif,

Am 1. Januar 1889 trat eine weitere Änderungen der Postordnung in Kraft:
- für Eilboten-Sendungen an Empfänger im Landbestellbezirk wurden für Briefsendungen, 60 Pf., für Pakete 90 Pf. verlangt.

Zum 1. Juni 1889 wurde die Postordnung erneut geändert:
- Postanweisungen zu Postaufträgen sind bis 800 Mark zulässig, die Gebühr für Postanweisungen über 400 Mark ist wie für zwei Postanweisungen bis 400 Mark zu berechnen.
- Bahnhofsbriefe werden Gegenstand der Postordnung, sie dürfen maximal 250 g wiegen, das Aussehen ist vorgeschrieben (roter Rand etc.) und neben dem üblichen Briefporto ist eine monatliche Gebühr von 12 RM zu zahlen.
- für die von Paketzustellern auf ihren Bestellfahrten eingesammelten gewöhnlichen Paketen wurde eine Nebengebühr von 10 Pf. erhoben (bisher Zustellgeld)

Ein Jahr später, zum 1. Juni 1890 kommt es wider zur Änderung der Postordnung:
- Postnachnahmen sind bis 400 Mark zugelassen, die Gebühr beträgt: a) das Porto für Briefe und Pakete ohne Nachnahme (bei Wertangabe oder Einschreibung die entsprechende Nebengebühr), b) eine Vorzeigegebühr von 10 Pf. und die Gebühr für die Übermittlung des eingezogenen Betrags an den Absender.

Zum 1. Juli 1890 ändert sich die Postordnung erneut: für Pakete und Wertbriefe wird im Falle der Nach- oder Rücksendung das Porto und die Versicherungsgebühr vom Bestimmungsort zu Bestimmungsort zugeschlagen; der Portozuschlag von 10 Pf. [unfrankiert] wird jedoch nicht erhoben. Für andere Sendungen findet ein neuer Ansatz nicht statt. Einschreib-, Postanweisungs- und Postauftragsgebühren, sowie die Gebühr von 1 Mark für dringende Pakete und die Vorzeigegebühr für Nachnahmen werden nicht noch einmal angesetzt.
Die letzte Änderung der Postordnung vom 1. Januar 1892 befasst sich mit den Eilboten, Die Gebühr für die ausnahmsweise durch Eilboten zu bestellende Pakete über 5 kg sind mindestens 30 Pf. (vorher 40 Pf.) zu zahlen.

### 1892–1900
In der neuen Postordnung waren im Wesentlichen folgende Bestimmungen getroffen worden. – Postnachnahmen waren fortan auf Briefe, Drucksachen und Warenproben bis zum Gewicht von 250 g, sowie bei Postkarten und Paketen zulässig. – Für Postaufträge zur Einziehung von Wechselaccepten wurde künftig weder eine Vorzeigegebühr, noch, im Falle der vergeblichen Vorzeigung, Porto für die Rücksendung des Postauftrags erhoben. – Das Verlangen der Beschaffung eines Rückscheins war nicht nur bei Einschreibsendungen, sondern auch bei Paketen ohne Wertangabe und bei Sendungen mit Wertangabe gegen Entrichtung einer Gebühr von 20 Pf. zulässig. Sendungen gegen Rückschein müssen vom Absender frankiert werden. [galt nicht für Postanweisungen]. – Am 1. Juni 1896 wurde die Sendungsart „Postaufträge zu Bücherpostsendungen“ aufgehoben.
Eine umfangreiche Änderung der Postordnung trat zum 1. Januar 1899 in Kraft: - Das Meistgewicht einer Warenprobe wurde von 250 auf 350 g erhöht. – Auf der Außenseite von Briefen, Postkarten, Drucksachen und Warenproben waren, unter Bedingungen, Abbildungen zulässig. – Das Höchstgewicht für Mischsendungen, also zusammengepackte Drucksachen mit Warenproben wurde von 250 auf 350 g erhöht. – Der Meistbetrag für Postanweisungen und Postnachnahmen wurde von 400 auf 800 Mark erhöht. – Pakete, welche außerhalb der Schalterstunden eingeliefert werden, müssen nicht mehr als „dringend“ bezeichnet sein. – Für jedes Paket ist eine besondere Einlieferungsgebühr von 20 Pf. im Voraus zu entrichten. – Der Absender kann gegen eine im Voraus zu entrichtende Gebühr von 20 Pf. einen Rückschein auch später als bei der Einlieferung der Sendung verlangen.
Soweit die wenigen Änderungen der Postordnung vor der großen Neugestaltung zum 1. April 1900.

### 1900–1917

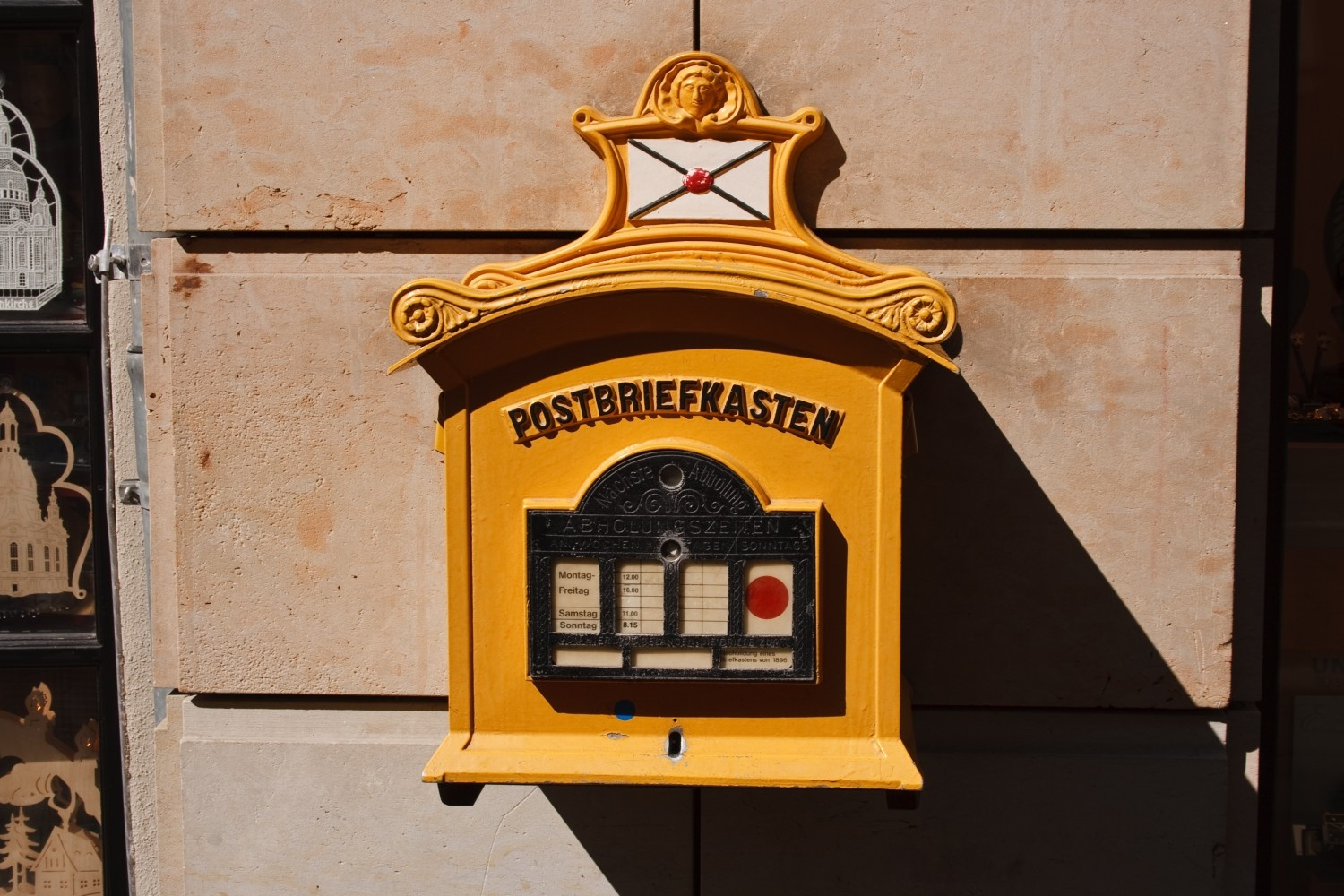
Briefkasten aus der Zeit der Reichspost (in Dresden)

Die Postordnung vom 20. März 1900, in Kraft getreten am 1. April 1900, brachte eine wesentliche Neugestaltung.
Neben der Umgruppierung der einzelnen Paragraphen waren folgende wesentliche Änderungen zu nennen: - Bei Postkarten waren Bilderschmuck und Aufklebung auf der Rückseite insoweit zugelassen, als dadurch die Eigenschaft des Versendungsgegenstandes als offene Postkarte nicht beeinträchtigt wurde und die aufgeklebten Zettel etc. der ganzen Fläche nach befestigt waren. – Drucksachen in Form offener Karten waren bis zur ungefähren Größe der Formulare zu Postpaketadressen zugelassen. – Als neue Versendungsart wurden Geschäftspapiere unter den schon bekannten Bedingungen, in den inneren deutschen Verkehr eingeführt. (1875 im Weltpostvereinsverkehr eingeführt). – Das Gewicht der Mischsendungen (Drucksachen, Warenproben und nun auch Geschäftspapiere) wurde von 350 g auf 1 kg erhöht. – Bei Briefen mit Wertangabe mussten die Umschläge aus einem Stück hergestellt sein und durften nicht farbige Ränder haben, man hätte sie mit Bahnhofsbriefen verwechseln können. – Die Gebühr für Bahnhofsbriefe betrug 4 Mark die Woche, wenn die Beförderung für kürzere Fristen als einen Monat erfolgen sollte. – Bei Briefen mit Zustellungsurkunde konnte der Absender sich künftig auch in privaten Angelegenheiten der vereinfachten Zustellung bedienen. – Für Briefe, Postkarten, Drucksachen, Geschäftspapiere und Warenproben im Orts- und Nachbarortsverkehr wurden ermäßigte Gebühren festgesetzt, bereits zum 1. Juli 1906 auf Briefe beschränkt. – Eine Unbestellbarkeitsmeldung war künftig auch dann zu erlassen, wenn ein Brief mit Wertangabe oder eine Postanweisung deshalb unanbringlich war, weil der Empfänger wegen unzureichender Adresse nicht sicher erkennbar ist, sofern der Absender sich auf der Sendung genannt hat.
Zum 1. August 1903 trat eine eigene Rohrpostordnung in Kraft, dies fand durch einen eigenen neuen § Niederschlag in der Postordnung.
Weitere für uns wichtige Änderung der Postordnung waren zum 1. Juli 1906 erschienen. Die besondere Gebühr im Orts- und Nachbarortsverkehr wurde auf Briefe beschränkt. Sie galt somit nicht mehr für Postkarten, Drucksachen, Geschäftspapiere, Warenproben und zusammengepackte Sendungen (Mischsendungen). Das Porto für Briefe blieb unverändert bei frankiert 5 Pf., unfrankiert 10 Pf. Bei unzureichend frankierten Briefen wurde die Gebühr für unfrankierte Briefe abzüglich des Betrags der verwendeten Postwertzeichen berechnet. Vom 10. Oktober 1907 durfte auch die linke Seite der Vorderseite einer Postkarten beschrieben werden. – Seit dem 12. Dezember 1908 wurde eine Postausweiskarte (u. a. zur Abholung postlagernder Sendungen) zum Preise von 50 Pf. ausgestellt.
Zum 1. Oktober 1908 wurde der „§ 18a Postprotest“ eingefügt. Es waren zu erheben: a) für den Postauftragsbrief – 30 Pfg. b) Für die Erhebung des Postprotestes, bei Wechseln bis 500 RM einschl. 1.- RM, bei Wechseln über 500 RM 1,50 RM c) für die Rücksendung des protestierten Wechsels nebst Protesturkunde 30 Pfg., im Orts- und Nachbarortsverkehr 25 Pfg.

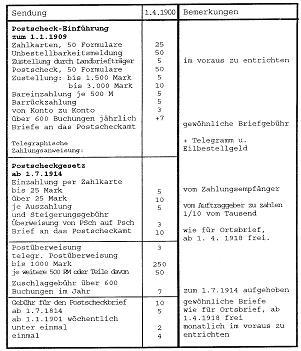
Postscheckgebühren

Durch Gesetz vom 30. März 1900 war der Reichskanzler ermächtigt worden, „den Postscheckverkehr einzuführen“. Weiter hieß es im Gesetz, betreffend die Feststellung des Reichshaushalts-Etats für das Rechnungsjahr 1900: „Das Postscheckwesen ist spätestens bis zum 1. April 1905 auf dem Wege der Gesetzgebung zu regeln.“ Der Postscheckverkehr wurde tatsächlich am 1. Januar 1909 eingeführt (RGBl. S. 587). Wegen der Zinslosigkeit der Einlagen war man vom Erfolg dieser Einrichtung keineswegs überzeugt. Es wurden neun Postscheckämter im Reichspostgebiet, drei in Bayern und eines in Württemberg eingerichtet. Folgender Tarif kam zur Anwendung a) bei Bareinzahlung mittels Zahlkarte für je 500 RM oder einen Teil davon 5 Pf., b) für jede Barrückzahlung durch die Kasse des Postscheckamts oder durch Vermittlung einer Postanstalt eine feste Gebühr von 5 Pf., außerdem 1/10 vom Tausend des auszuzahlenden Betrags (Steigerungsgebühr) c) für jede Übertragung von einem Konto auf ein anderes Postscheckkonto 3 Pf. Zur Zahlung der Gebühr unter a ist der Zahlungsempfänger, zur Zahlung der Gebühr unter b und c der Kontoinhaber verpflichtet, von dessen Konto die Auszahlung erfolgt. Bei mehr als 600 Buchungen jährlich kam, für jede weitere Buchung, eine Zuschlaggebühr von 7 Pfg. hinzu. Seit dem 1. April 1910 konnten Einzahlungen auf ein Postscheckkonto auch „durch Überweisung von Postanweisungen und von Beträgen, die durch Postauftrag oder Nachnahme eingezogen sind“ erfolgen. In der Folge konnten seit dem 1. Juni 1910 Übermittlung eingezogener Beträge bei Postaufträgen und Nachnahmesendungen auf ein Postscheckkonto erfolgen. Ebenfalls zum 1. Juni 1910 wurden Postlagerkarten gegen eine Gebühr von 25 Pf. ausgegeben. Einen Monat später, seit dem 1. Juli 1910, konnten Einlieferungsscheine für gewöhnliche Pakete gegen eine Gebühr von 10 Pf. verlangt werden. Mit der „Änderung der Postordnung“ zum 1. Januar 1913 wurden Blindenschriftsendungen, bisher als Drucksache zugelassen, eingeführt: Das Meistgewicht einer Blindenschriftsendung betrug 3 kg. Die Gebühr betrug bis 50 g – 3 Pfg., über 50 bis 100 g – 5 Pfg., über 100 bis 1 kg – 10 Pfg., über 1 bis 2 kg – 20 Pfg. und über 2 bis 3 kg – 30 Pfg. Seit dem 1. Januar 1914 wurde das Höchstgewicht für Warenproben von 350 auf 500 g erhöht.
Das Postscheckgesetz vom 26. März 1914 änderte die Gebühren: a) für eine Einzahlung mittels Zahlkarte, bei Beträgen bis 25 RM – 5 Pfg., bei Beträgen von mehr als 25 RM – 10 Pfg., b) für jede Auszahlung eine feste Gebühr von 5 Pfg., und außerdem eine Steigerungsgebühr von 1/10 vom Tausend des ausgezahlten Betrags, und c) für jede Überweisung von einem Postscheckkonto auf ein anderes 3 Pf., letztere zum 1. April 1918 gebührenfrei. (Die nächste Änderung des Postscheckgesetzes erfolgte zum 1. April 1921)
Am 1. Mai 1914 wurde als neuer § 21a der Postkreditbrief in die Postordnung aufgenommen. Es wurden erhoben a) für die mit Zahlkarte zu leistende Bareinzahlung oder für die Überweisung von einem Postscheckkonto die tarifmäßige Gebühr nach der Postscheckordnung, b) Für die Ausfertigung des Postkreditbriefes – 50 Pfg., und c) für jede Rückzahlung eine feste Gebühr von 5 Pfg. und eine Steigerungsgebühr von 5 Pfg., für je 100 RM oder Teile davon.
Ab August 1914 werden die Vorschriften für Postprotestaufträgen aus Elsaß-Lothringen und einigen Kreisen in Ost- oder Westpreußen (z. B. verlängerte Fristen für die erneute Vorzeigung) häufig geändert, der Krieg hatte begonnen. Am 1. August 1916 wurde, zur Finanzierung des Krieges, eine Reichsabgabe zu Post- und Telegraphengebühren erhoben. Aus diesem Grund war wieder die Postordnung zu ändern. So unterlagen Pakete mit Zeitungen oder Zeitschriften nicht der Reichsabgabe, sie mussten daher besonders gekennzeichnet sein. Für unfrankierte Briefe im Orts- und Nachbarortsverkehr waren nicht mehr 10 Pfg. (ein solcher Brief kostet nun 5 Pf. + 2½ Pf. Reichsabgabe), sondern als Nachgebühr das Doppelte der Gebühr oder des Fehlbetrags unter Abrundung auf eine durch 5 teilbare Pfennigsumme zu zahlen. Zum 1. September 1917 wurden die Gebühren für die von der Post angebotenen Formulare geändert. Die neue Postordnung wurde zum 1. Oktober 1917 gültig.

## Siehe auch

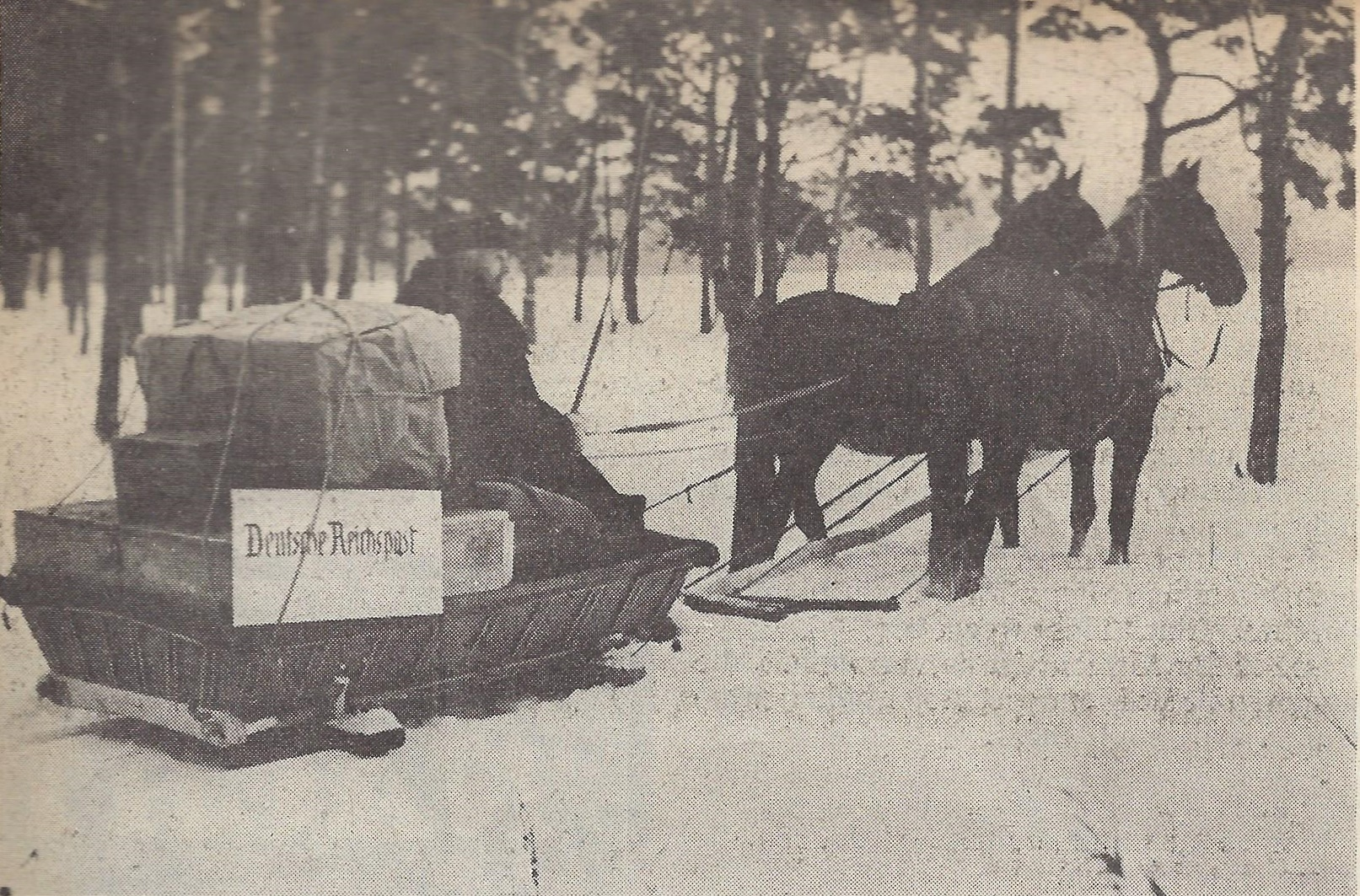
Reichspost auf der Kurischen Nehrung